# 恩里克·霍尔达
恩里克·霍尔达（西班牙語：Enrique Jordá，1911年—1996年）是西班牙巴斯克地区出身的美国籍指挥家。

## 生平
1911年生于西班牙圣塞瓦斯蒂安，从小与家人住在纽约和旧金山。7岁便进行了首次公开表演。10岁时在旧金山交响乐团首次亮相。他在马德里大学学习，内战爆发后赴法国巴黎大学留学，1938年在巴黎乐团演出初登场。
二战爆发后，他回到西班牙，短暂领导塞维利亚贝蒂卡交响乐团后，于1940年来到马德里交响乐团担任首席指挥。1945年离开西班牙，先后在英国BBC交響樂團，曼彻斯特哈雷管弦乐团，巴黎國立高等音樂舞蹈學院，瑞士罗曼德管弦乐团和巴黎帕德卢交响乐团等地担任客座指挥。1948年，他被任命为南非开普敦交响乐团指挥，并担任了六年的职务。
1954年至1963年担任旧金山交响乐团音乐总监。1955年在洛杉矶首演。1963年获得美国公民权。之后的大部分时间都在欧洲度过，并定居在布鲁塞尔。1970年至1975年担任安特卫普交响乐团首席指挥。
1996年3月18日在比利时布鲁塞尔去世。

## 指挥
他的指挥曲目包括巴赫的《B小调弥撒》，以及作曲家查理斯·艾伍士、巴托克·贝拉、雷夫·佛漢·威廉斯、汉斯·维尔纳·亨策和达律斯·米约的知名作品。他还为曼努埃尔·德·法雅的《西班牙庭院之夜》录制了唱片。